# Польско-румынские отношения
Польско-румынские отношения — двусторонние дипломатические отношения между Польшей и Румынией. В последние годы члены правительств Польши и Румынии регулярно обмениваются визитами на высоком уровне, что отражает взаимный интерес к двустороннему сотрудничеству.
Страны являются полноправными членами НАТО и Европейского союза, а ранее входили в Организацию Варшавского договора.

## История

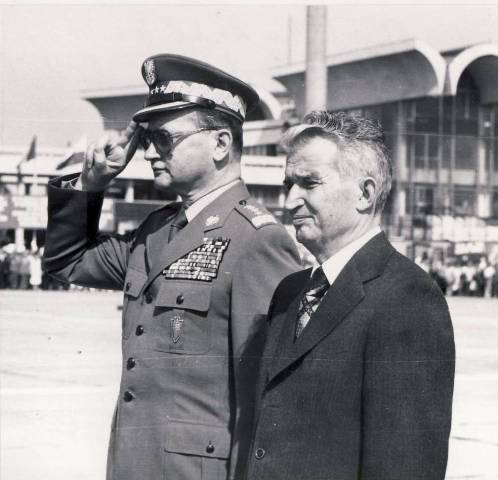
Войцех Ярузельский и Николае Чаушеску.

Истоки польского влияния в Румынии восходят к XIV веку, когда было основано княжество Молдавия. Организация торговли между Балтийским и Чёрным морями помогла развивать связи между двумя народами. В эту эпоху Молдавия была вассалом сначала Королевства Польского, а затем Речи Посполитой.
Начиная с 1921 года в межвоенный период было подписано несколько договоров между Польской Республикой и Королевством Румыния, что привело к формированию Польско-румынского союза. Подписание договоров легло в основу хороших международных отношений между двумя странами, которые продлились до начала Второй мировой войны в 1939 году.
После того, как движение Санация пришло к власти в Польше в результате Майского переворота, Польша и Румыния подписали Договор о гарантиях 15 января 1931 года. Слухи в Польше о том, что Юзеф Пилсудский рассматривает кандидатуру принца Николая, бывшего регента Румынии, на вакантное место на польском троне, были поддержаны консервативными политиками: как пример, Януш Радзивилл в октябре того же года. Во время визита польского руководства в Румынию в том же месяце Януш Радзивилл выступал в Сенате Польши с предложением о возрождении монархии. Здислав Любомирский истолковал это как результат «указания, исходящего от [Пилсудского]». В 1932 году премьер-министр Румынии Николае Йорга был проинформирован послом в Варшаве Григоре Бильчуреску, что консервативные группы рассматривают возможность личной унии с Каролем II в качестве короля обеих стран.
После Польской кампании вермахта, послужившей началом Второй мировой войны, до 120 000 польских войск отступили через румынский плацдарм в нейтральные Румынию и Венгрию. Большая часть этих войск присоединилась к сформированным Польским вооружённым силам на Западе во Франции и Великобритании в 1939 и 1940 годах. Благодаря их отступлению в Румынию, польская армия стала одной из крупнейших в рядах союзников до вступления в войну Соединённых Штатов Америки и нападения гитлеровской Германии на Советский Союз (операция «Барбаросса»).

## Торговля
В 2016 году объём товарооборота между странами достиг рекордного значения в 4,86 миллиарда евро, согласно данным статистики министерства экономического развития Польши.
Форум женщин-лидеров 2020 (WLF) прошел в Варшаве 4-5 марта с целью укрепления двустороннего сотрудничества между Польшей и Румынией, подчеркивая роль женщин в политике, экономике и образовании. Мероприятие, организованное посольством Румынии в Польше, Польско-румынской двусторонней торгово-промышленной палатой и Румынским институтом культуры, проходило под почётным патронатом титулярной королевы Румынии Маргариты, которая прибыла по приглашению посольства Румынии в Варшаве на мероприятие вместе со своим мужем — Раду, принцем Румынии.

## Польская диаспора в Румынии
Поляки в Румынии образуют официально признанное национальное меньшинство, имеющее одно место в Палате депутатов Румынии (в настоящее время занимаемой Союзом поляков Румынии). Поляки в Румынии имеют доступ к начальным школам на польском языке и культурным центрам, которые называются «польскими домами».

## Дипломатические миссии
- Польша имеет посольство в Бухаресте[8].
- Румыния содержит посольство в Варшаве[9].